# Porto di Mariupol'
Il Porto di Mariupol', o in modo più esteso porto marittimo di Mariupol' (in ucraino Маріупольський морський торговельний порт?, Mariupol's'kyj mors'kyj torhovel'nyj port; in russo Мариупольский морской торговый порт?, Mariupol'skij morskoj torhovyj port), è il porto della città di Mariupol', uno dei più grandi in Ucraina, attrezzato per operare anche in caso di presenza di ghiaccio. Si trova sul mar d'Azov e rappresenta quindi lo scalo marittimo sul mar Nero più orientale del Paese.

## Storia

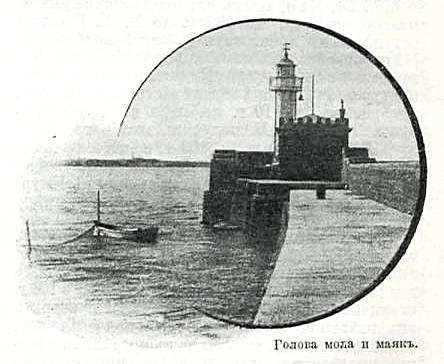
Porto di Mariupol' all'inizio del XX secolo

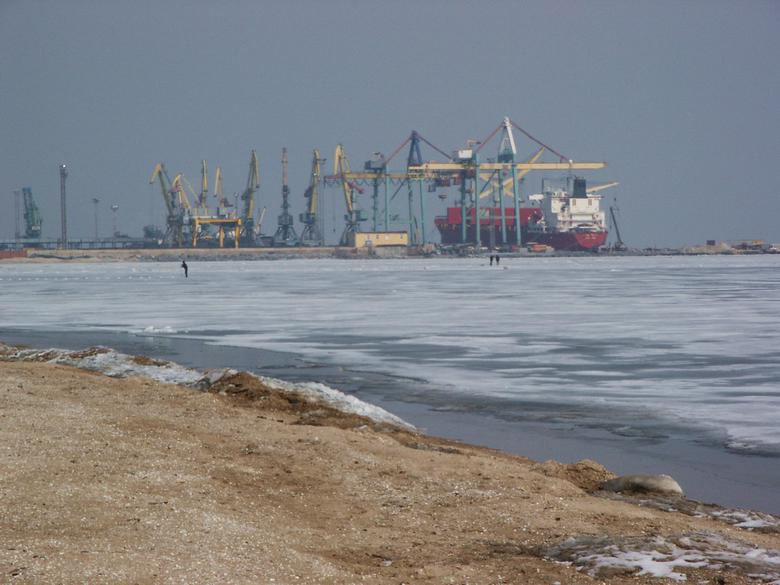
Il porto durante il periodo invernale col mare gelato

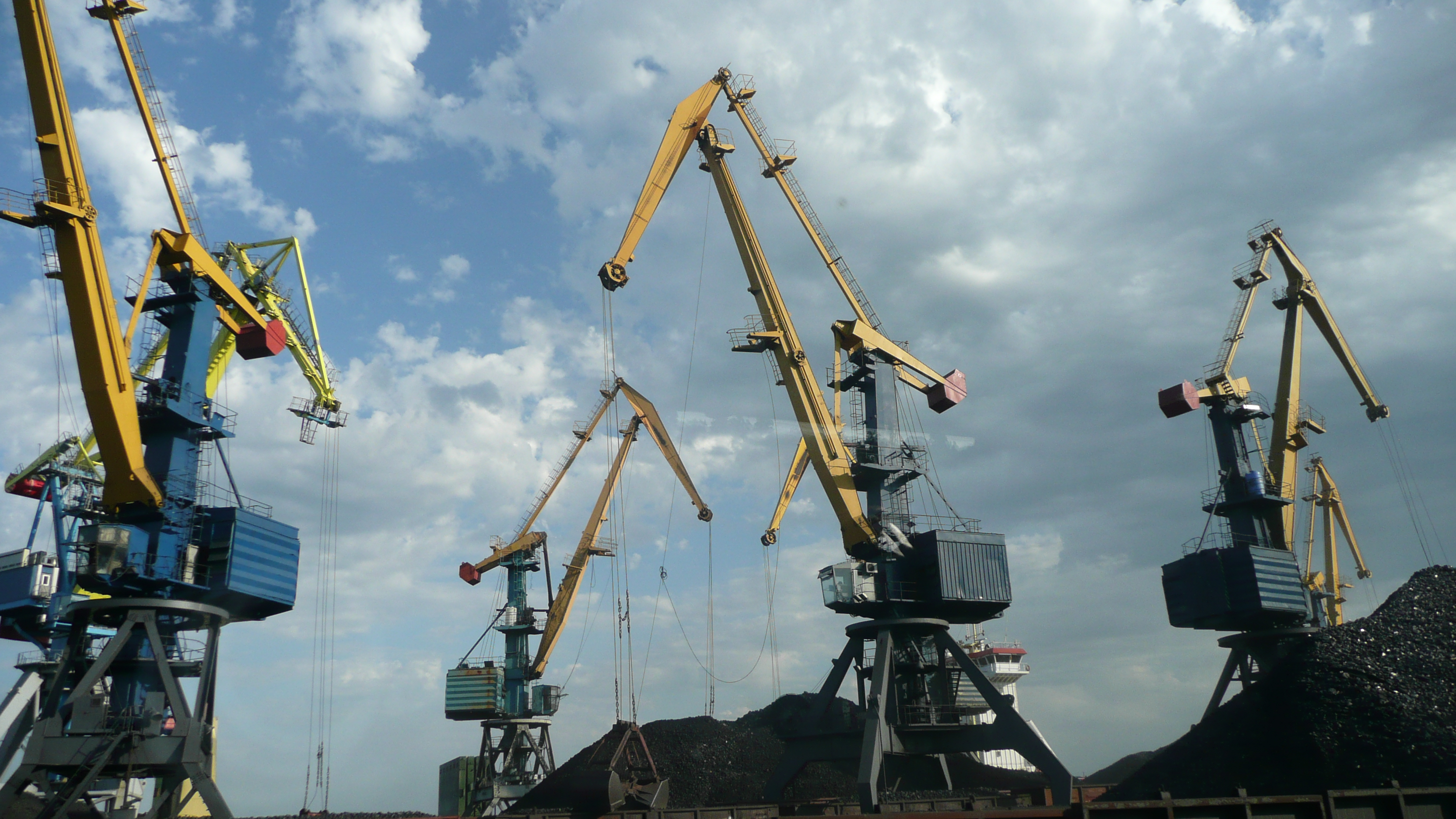
Attrezzature portuali

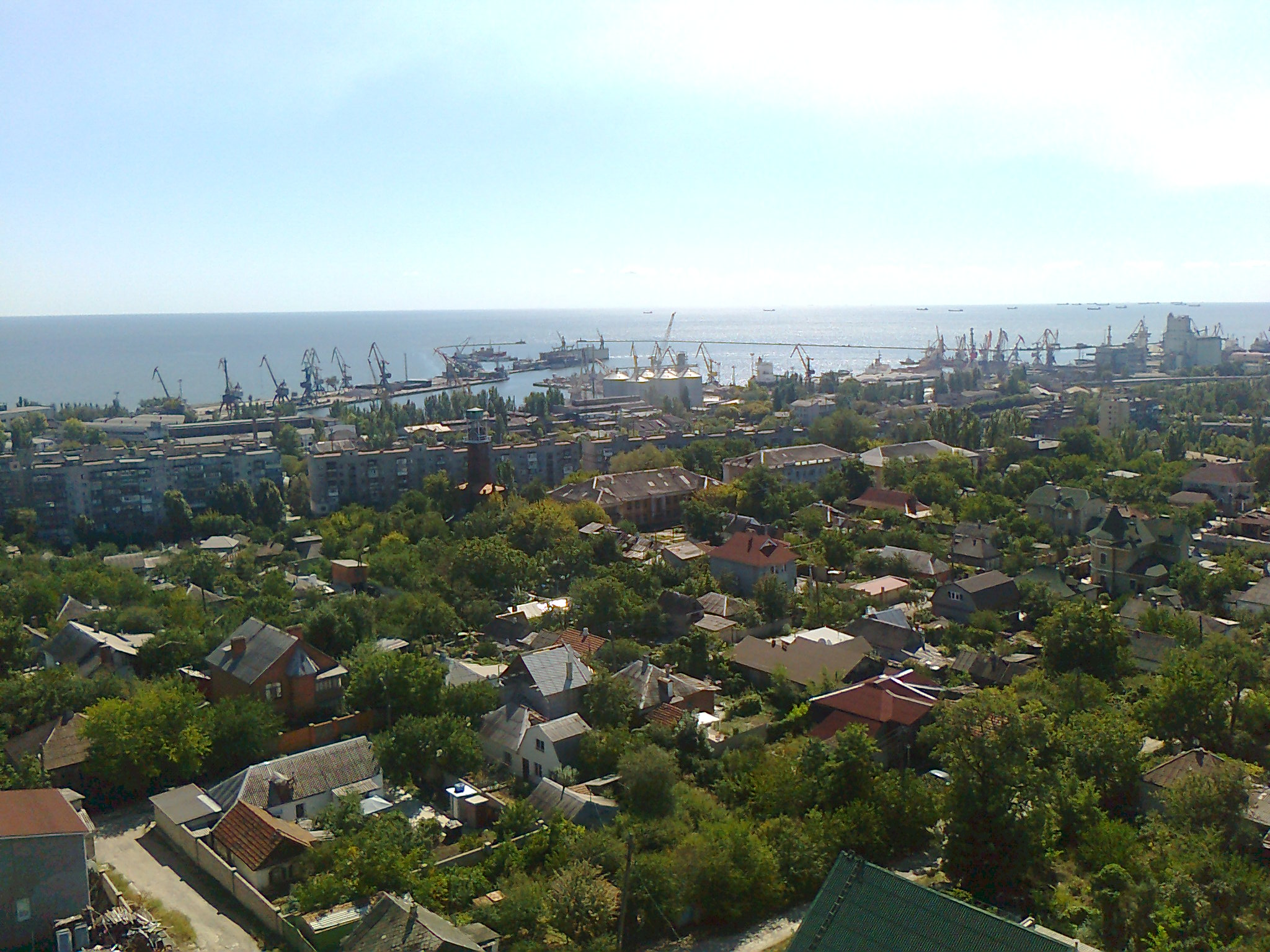
Area portuale vista dall'entroterra

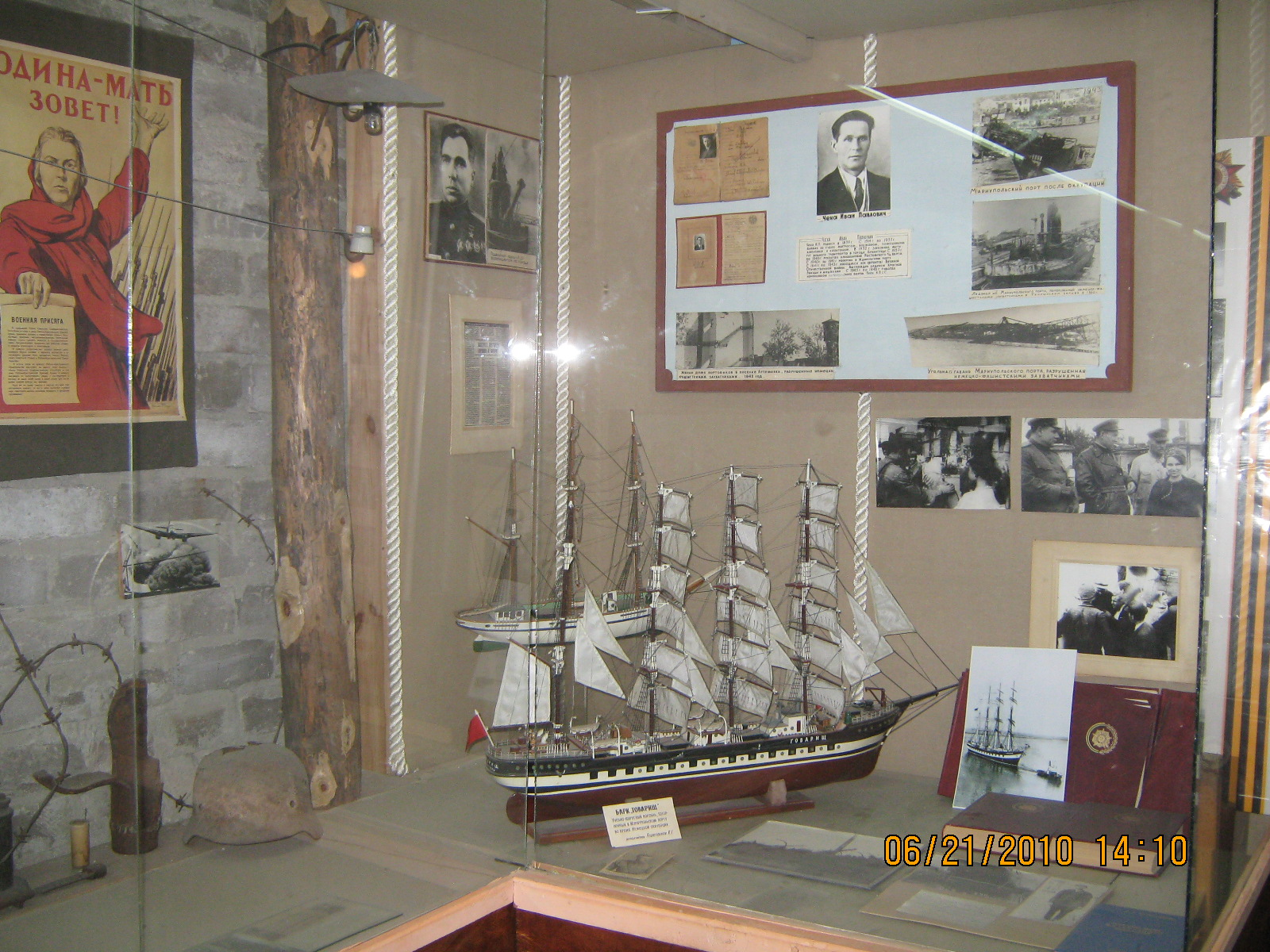
Museo del porto di Mariupol'

Prima della costruzione del porto esisteva già uno scalo marittimo alla foce del fiume Kal'mius che tuttavia era poco profondo quindi poco adatto alle esigenze militari della flotta russa ed a quelle commerciali legate alle industrie siderurgiche e di estrazione del Donbass.
I lavori per la nuova struttura iniziarono nel 1886 e vennero ultimati in tre anni rendendo operativo il porto a partire dal 1889. Tra la fine del XIX secolo e l'inizio di quello successivo divenne uno tra i più importanti porti russi.
Le tensioni nella regione tra Ucraina e Russia a partire dal 2018 hanno reso più difficoltoso il traffico commerciale nel porto e le navi di maggior stazza non hanno più potuto farvi scalo.
L'invasione russa dell'Ucraina del 2022 ha provocato un blocco delle attività portuali.

## Descrizione
Il porto si trova sul mar d'Azov a sud del centro abitato di Mariupol'. Il traffico commerciale che vi transita è internazionale ed occupa un'estensione di 77,7 ettari. Può ospitare navi lunghe sino a 240 metri e con pescaggio sino a 8 metri. Le strutture comprendono magazzini e capannoni coperti e le attrezzature sono in grado di gestire un'ampia tipologia di carichi. Oltre alle gru a terra vi sono gru galleggianti.
Tra le merci maggiormente trattate vi sono carbone e coke, vari metalli e leghe metalliche, lingotti di ferro, tubi, minerali, argille, fertilizzanti, zolfo, attrezzature, grano, e generi alimentari.

### Museo navale
Nell'area portuale esiste un piccolo museo con la storia dell'infrastruttura che conserva modellini di navi, fotografie e altri reperti.